# Neuvy-Deux-Clochers

Neuvy-Deux-Clochers este o comună în departamentul Cher, Franța. În 1 ianuarie 2022 avea o populație de 257 de locuitori.